# L'Espérou

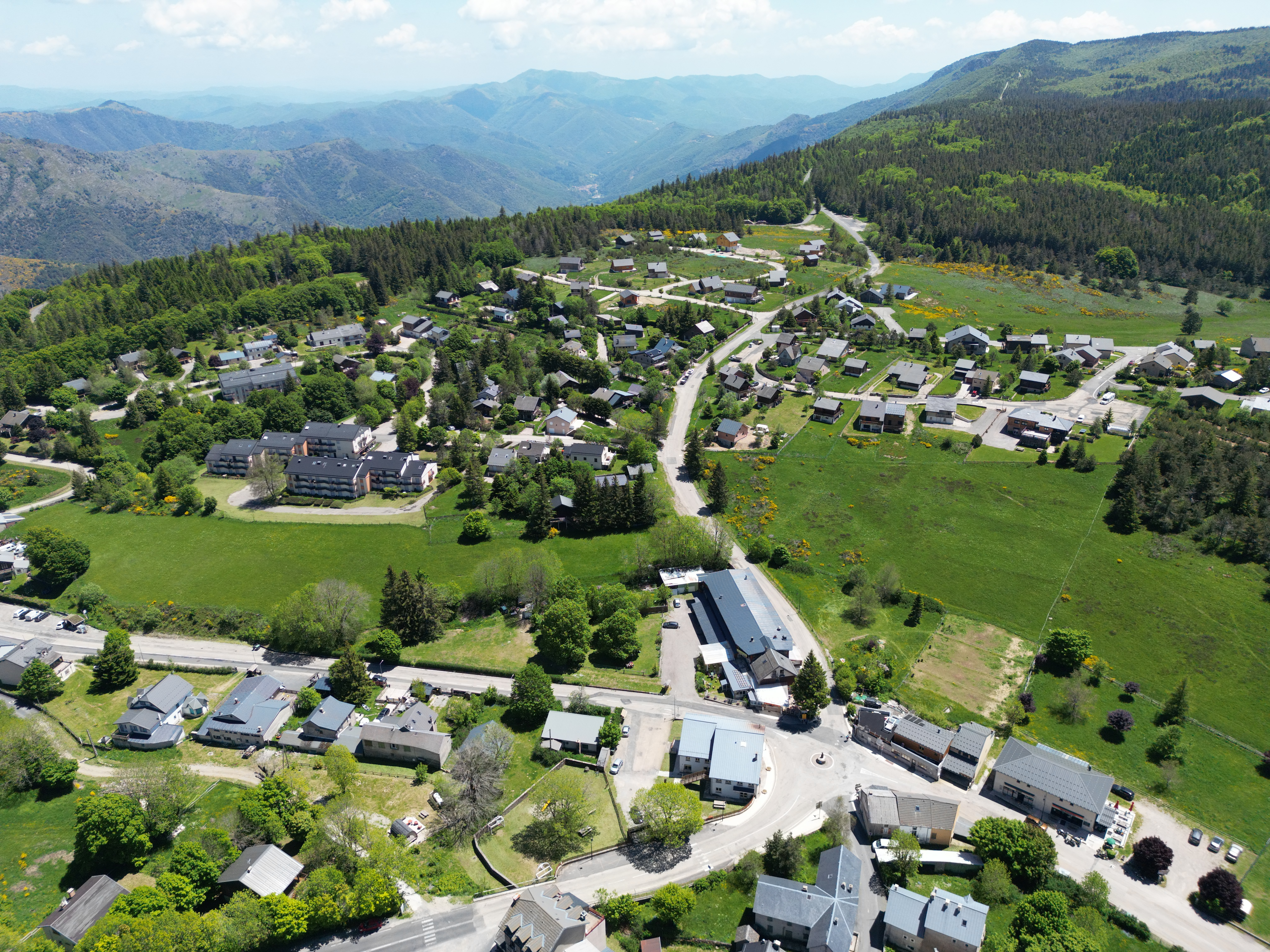
Vue aérienne de l'Espérou

L'Espérou est un village de montagne situé à proximité du mont Aigoual et de la station de Prat Peyrot, à cheval sur les communes de Valleraugue et de Dourbies, dans le département du Gard et la région Occitanie.

## Toponymie
Le nom de la localité est attesté dès 1080 sous la forme Speronis, puis en 1265 sous la forme Speronem.
Probablement de l'occitan esperon « éperon » au sens de « contrefort de montagne ».

## Géographie

### Situation
Le village de l'Espérou est situé dans les Cévennes gardoises, à une altitude de 1 230 m. Il se niche sur les pentes du Mont Aigoual et en bordure du bois de Miquel. Il est également limitrophe des plateaux du Lingas et de Montals, constituant ainsi un point de passage entre les montagnes du Gévaudan et les vallées cévenoles méridionales. Géographiquement proche de la commune de Saint-Sauveur-Camprieu (8 km), il n'en demeure pas moins partagé entre les communes de Valleraugue (20 km) et Dourbies (14 km). 
Le village est traversé par une draille de transhumance, la collectrice de la Luzette, faisant limite entre ces deux communes.

### Climat
De type continental et montagnard, le climat de l'Espérou se caractérise par des hivers froids et humides, la neige pouvant y être abondante. Les étés peuvent y être chauds avec des nuits relativement fraîches. Les orages d'automne y sont souvent virulents.

## Urbanisme

### Morphologie urbaine
Le village est implanté sur une large combe, orientée du nord-est au sud-ouest. Le vieux village se trouve en majeure partie sur le versant nord. Le versant sud est quant à lui occupé par les constructions les plus récentes et par une vaste prairie, théâtre naturel de nombreuses manifestations. 
Comme de nombreuses localités du Gard, le hameau possède un lieu de culte pour les catholiques et un autre pour les protestants. Ici, l'originalité a voulu que ces deux chapelles de la fin du XIXe siècle soient en vis-à-vis, distantes d'à peine quelques mètres, sur une butte.

### Logement
Environ 400 chalets, maisons et appartements constituent l’ensemble, dont 255 à Valleraugue.

## Activité économique

### Pastoralisme
Au mois de juin, des milliers de brebis traversent à pied le village de l'Espérou afin de rejoindre les pâturages d'altitude. À cette occasion, le village accueille chaque année la fête de la transhumance. Le retour des troupeaux vers les vallées a lieu au mois de septembre.
Les déplacements liés à la transhumance jouent un rôle essentiel dans la conservation des espaces non boisés et contribuent ainsi à la préservation de la biodiversité des plateaux.

### Tourisme
Du fait de sa situation, l'Espérou est principalement fréquenté par une population touristique. 
Le village dispose de plusieurs boutiques d'équipement sportif hivernal. Des commerces, cafés et restaurants sont également présents. Plusieurs pistes permettent la pratique du ski de fond ainsi que les promenades en raquettes. La zone nordique de l'Espérou, régulièrement entretenue, se connecte à celle de Prat Peyrot.
L'été, l'Espérou et ses alentours sont propices à la pratique de la randonnée pédestre. Il est à noter que le village est à cet égard un véritable carrefour de  sentiers de grande randonnée (GR). En l'occurrence, les GR 60, GR 62, GR 66, GR7 et GR 71 dont certains forment le trajet historique du chemin de Saint-Guilhem-le-Désert convergent vers le village.
Les randonnées équestres ne sont pas en reste. Elles sont activement pratiquées à la belle saison, ainsi que le VTT qui dispose de 120 kilomètres de pistes balisées. En 2013, les championnats de France masters de VTT se sont d'ailleurs déroulés à l'Espérou.
Tous ces éléments font de l'Espérou un lieu touristique aux dimensions certes modestes, mais non négligeables pour l'économie du tourisme en pays cévenol.

## Galerie de photos

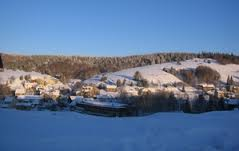
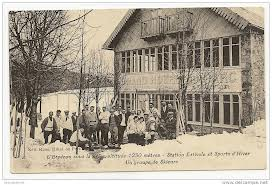
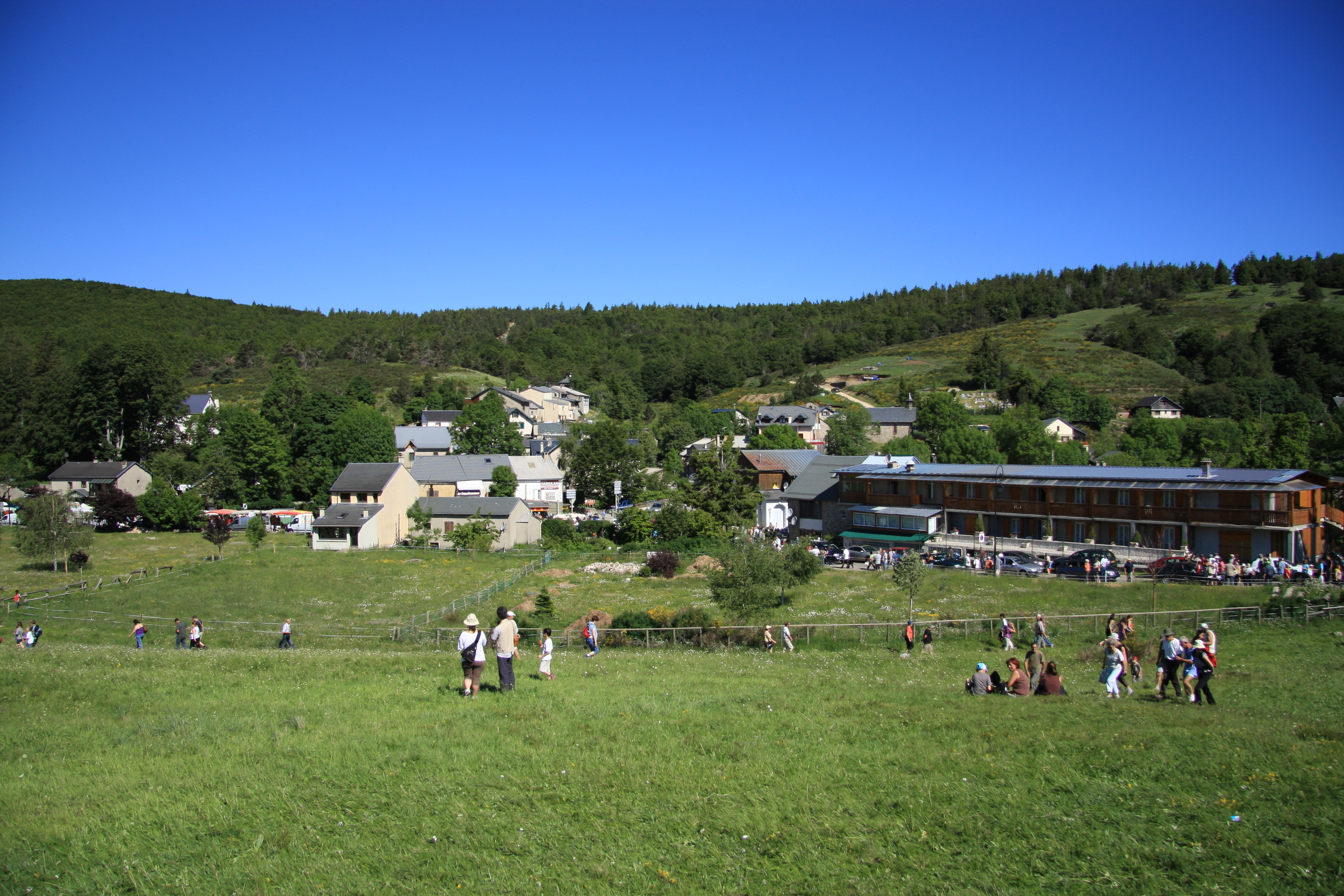